# 吉兒·吉布森
吉兒·吉布森（英語：Jill Gibson，1942年6月18日—）是美國女歌手、詞曲作者、攝影師、畫家和雕塑家。 她最出名的是與Jan & Dean的合作，以及曾短暫地成為1960年代成功搖滾團體媽媽與爸爸合唱團的成員。1967年，她還是歷史悠久的《蒙特雷流行音樂節》的主要攝影師之一。

## 早年生活和教育
吉爾·吉布森於1942年6月18日出生在加利福尼亞州洛杉磯，與前披頭士樂隊成員保羅·麥卡特尼同年同月同日生。她擁有一半英國血統。吉布森就讀於洛杉磯的大學高中。此前她是模特兒。

## 事業

### 與Jan & Dean的聯繫
吉爾·吉布森於1959年遇到了Jan & Dean成名的Jan Berry，當時她正在加利福尼亞州洛杉磯的 大學高中學習。兩人是接下來七年的項目。他們一起寫了十幾首歌曲，通過貝瑞，吉布森更多地參與了音樂界。最終，她開始與其他知名詞曲作者合作創作歌曲，例如唐·阿爾特菲爾德、佐治·蒂普頓和羅傑‧克利斯汀，一位洛杉磯唱片騎師，他也與布萊恩·威爾森一起創作海灘男孩。
1962年，Jan Berry決定為Jan & Dean創作一個名為Judy & Jill的女性回答，以吉布森和Dean Torrence的女朋友 Judy Lovejoy 為主角。諸如《Come On Baby》（由Gibson和Lovejoy編寫）、《Eleventh Minute》（由吉布森和Altfeld編寫）、《Just For Tonight》和《Baby What's It Gonna Be》等演示錄音均由Berry剪輯和製作。吉布森在這些未發布的演示中扮演了大部分主角。然而，Judy & Jill的錄音沒有發生什麼大的變化，吉布森轉而為Jan & Dean的幾首專輯曲目提供背景人聲。與此同時，她在加州大學洛杉磯分校學習視覺藝術。
1963年，吉布森出現在Jan & Dean的歌曲《Surf Route 101》中；第二年，她在連同唐·阿爾特菲爾德和賀拉斯·阿爾特費爾德為Jan & Dean專輯寫的一首名為《When It's Over》的歌曲中演奏了和聲。然後，她與貝瑞錄製了她當年與唐·阿爾特菲爾德共同創作的兩首二重唱歌曲，《It's As Easy As 1,2,3》和《A Surfer's Dream》。這些曲目出現在Jan & Dean兩張1964年不同的專輯中。
1963年11月，美國廣播公司播出了一個由迪克·克拉克和唐娜·羅倫主持的一小時特別節目《名人派對》，其中包括吉兒·吉布森、Jan & Dean、海灘男孩、雪爾莉·法巴瑞絲、詹姆斯·達倫、康妮·弗朗西斯、佐治·咸美頓、南茜·辛納特拉、挑戰者、約翰尼·克勞福德、黛博拉·沃利等。

### 媽媽與爸爸合唱團
正是通過阿德勒，吉布森認識了搖滾團體媽媽與爸爸合唱團，這是阿德勒在1960年代後期製作的非常成功的樂隊。 偶爾，吉布森會在製作樂隊時拜訪錄音室裡的盧·阿德勒，後者剛剛開始製作新專輯。1966年6月4日星期六，當樂隊的領導人約翰·菲利普斯從樂隊中解雇了他的妻子蜜雪兒·吉列姆·菲利普斯時，吉布森發現自己處於正確的位置與The Byrds的傑納·克拉克有外遇。他們沒有解散，而是邀請吉爾·吉布森加入媽媽與爸爸合唱團作為他們的最新成員“Mama Jill”。